# Svalbarðsstrandarhreppur
Svalbarðsstrandarhreppur est une municipalité du nord de l'Islande située dans l'Eyjafjörður.